# Primaveral (canción de Mon Laferte)
«Primaveral» es una canción de la cantante chilenomexicana Mon Laferte, tercer sencillo del álbum La Trenza.

## Sobre la canción
Esta canción según una publicación de la Tercera que reseña el álbum La trenza, es: "Un tema distinto dentro de la tónica vintage de La Trenza, pop rock con algunas tonalidades acústicas en medio tiempo. «Soy inestable pero sabes que te amo», remata en el coro que conecta con la fórmula del pop internacional de fines de los 60."

## Video musical
Dirigido por Gamaliel de Santiago, fue video fue grabado durante dos días en locaciones mexicanas como Condesa, Insurgente y La Marquesa.
El vídeo aparece Mon Laferte junto a una figura de madera o cartón como su novio, el cual es distinto a ella y muy frágil, al punto que ella puede elevarlo como un cometa o le rompe sin querer un brazo, simbolizando de esta forma lo frágil de las relaciones humanas, comenta la artista al respecto: "La idea del vídeo fue lo frágil que son las relaciones de pareja, y al final todos cometemos errores, lastimamos, sin querer a veces".
El vídeo y la canción son de los favoritos de la artista chilena, indicando: "Es mi video favorito de toda la vida. Creo que es el video más bonito que hemos hecho. Está hermoso. Y la canción creo que también es mi favorita de La Trenza".

## Posiciones en las listas
| País      | Lista                     | Mejor posición |
| Semanales | Semanales                 | Semanales      |
| --------- | ------------------------- | -------------- |
| México    | Monitor Latino (General)  | 9              |
| México    | Monitor Latino (Pop)      | 1              |
| Chile     | Monitor Latino (Nacional) | 14             |
| Anuales   |                           |                |
| México    | Monitor Latino (Pop)      | 69             |

## Certificaciones
| País (organismo certificador) | Certificación | Unidades certificadas |
| ----------------------------- | ------------- | --------------------- |
| México (AMPROFON)             | Platino       | 60 000                |